# جنبو سیسوکو
جنبو سیسوکو (انگلیسی: Djenebou Sissoko؛ زادهٔ ۲۷ ژوئن ۱۹۸۲) بازیکن زن بسکتبال اهل مالی بود. وی در بازی‌های المپیک تابستانی ۲۰۰۸ شرکت کرده‌است.